# Curinga
Curinga ist eine kleine Stadt in der Provinz Catanzaro in Kalabrien (Süditalien) mit 6454 Einwohnern (Stand 31. Dezember 2023).
Bei einer Fläche 51,5 km² beträgt die Bevölkerungsdichte 130 Einwohner pro km².
Curinga liegt etwa 20 km von der Stadt Lamezia Terme entfernt, die auch einen Flughafen besitzt. Curinga liegt auf einem kleinen Berg.
Zur Gemeinde gehören die Fraktionen (Ortsteile) Acconia, Zecca, Centone, Ergadi, San Salvatore und Torrevecchia.
Die Nachbargemeinde sind Filadelfia (VV), Francavilla Angitola (VV), Jacurso, Lamezia Terme, Pizzo (VV) und San Pietro a Maida.
In der Nähe der Eremitei Eremo di Sant'Elia befindet sich die 1000-jährige Curinga-Platane ⊙, welche 2021 der Vertreter Italiens beim Wettbewerb „Europäischer Baum des Jahres“ war.